# Cónclave de 1922
El cónclave papal de 1922 se celebró tras el fallecimiento, el 22 de enero de 1922 y debido a una neumonía, de Benedicto XV, papa de la Iglesia católica durante los anteriores ocho años. Once días después, el 2 de febrero, 53 de los 60 cardenales se reunieron en la Capilla Sixtina para elegir a su sucesor. Durante la decimocuarta votación, celebrada el quinto día del cónclave, eligieron al cardenal Achille Ratti como el 259.º sucesor de Pedro, quien tomó el nombre de «Pío XI». 
El nuevo papa revivió de inmediato la tradicional bendición pública desde el balcón (Urbi et orbi), que había permanecido en desuso desde la toma de Roma por el reino de Italia en 1870.
De los sesenta cardenales convocados, cuatro no eran europeos y no participaron en el cónclave. Tres de ellos llegaron demasiado tarde y uno decidió no asistir. Tres semanas después de su elección, Pío XI emitió reglas que extendían el tiempo entre el deceso del pontífice y el inicio del nuevo cónclave para aumentar la probabilidad de que cardenales de lugares distantes pudieran participar en el mismo.

## Antecedentes
Los cinco cónclaves anteriores habían producido un vaivén entre conservadores y liberales, desde el conservador papa Gregorio XVI en 1831 a Pío IX en 1846 (liberal en un comienzo, conservador hacia sus últimos años), seguido por el liberal León XIII en 1878 y por el populista conservador Pío X en 1903. En el cónclave de 1914, llevado a cabo tras la muerte de Pío X, fue elegido el liberal Benedicto XV.
A la muerte de Benedicto XV en 1922, había 61 miembros del Colegio Cardenalicio, de los cuales cuatro no pudieron asistir por razones de salud: el arzobispo de Toledo Enrique Almaraz Santos –fallecido el mismo día que Benedicto XV– y los cardenales José María Martín de Herrera, Giuseppe Prisco y Lev Skrbenský z Hříště. Otros cuatro cardenales no lograron llegar a tiempo a Roma para el cónclave: el brasileño Joaquim Arcoverde de Albuquerque Cavalcanti, el canadiense Louis-Nazaire Bégin y los estadounidenses William O'Connell y Denis Dougherty.
Dos tercios de los cardenales no italianos y algunos italianos querían retrasar el inicio del cónclave hasta que llegara al menos uno de los estadounidenses. El cardenal húngaro János Csernoch indicó que "Estados Unidos es una parte vital de la Iglesia. Será calamitoso negar su participación en la elección del pontífice. Tendrá una reacción grave entre el pueblo estadounidense; herirá su orgullo y dignidad". El cardenal austríaco Friedrich Gustav Piffl se opuso a proceder sin los estadounidenses "por un tecnicismo".
Los 53 cardenales que entraron en el cónclave el 2 de febrero, el undécimo día posterior a la muerte de Benedicto XV según lo requerido, fueron 31 italianos, 5 franceses, 4 españoles, 3 alemanes, 3 británicos, 2 polacos, 2 austríacos, un húngaro, un belga y un neerlandés.

## Votación
El cónclave de 1922 fue el más dividido en muchos años. Si bien dos de los tres cónclaves anteriores habían durado tres días o menos, el de 1922 duró cinco días. Se necesitaron 14 votos para que el arzobispo de Milán, Achille Ratti, alcanzara la mayoría de dos tercios necesaria para la elección. Ratti había sido nombrado cardenal y arzobispo de Milán tan solo ocho meses antes tras una larga carrera académica y menos de tres años en el servicio diplomático de la Santa Sede.
En el cónclave, el Colegio Cardenalicio se dividió en dos facciones. Una facción conservadora, conocida como «irreconciliables» e «integracionistas», encabezada por Rafael Merry del Val, secretario del Santo Oficio y que favorecía las políticas de Pío X. La otra facción más conciliadora, que favorecía las políticas de Benedicto XV, estaba encabezada por el cardenal camarlengo Pietro Gasparri, secretario de Estado del difunto papa.
No se tomaron papeletas el primer día. Se realizaron cuatro votaciones en cada uno de los días siguientes, dos por la mañana y dos por la tarde. Antes del comienzo de la votación del tercer día, Gasparri se acercó a Ratti y le dijo que instaría a sus seguidores a cambiar sus votos a su favor, lo que sorprendió al arzobispo de Milán. Cuando quedó claro que ni Gasparri ni del Val podían ganar, los cardenales se acercaron a Ratti, creyéndolo un candidato de compromiso que no se identificaba con ninguna de las dos facciones. Gaetano de Lai se acercó a Ratti y se cree que le dijo: "Votaremos por Su Eminencia si Su Eminencia promete que no elegirá al cardenal Gasparri como su secretario de Estado". Se dice que Ratti respondió: "Espero y rezo para que entre cardenales tan meritorios el Espíritu Santo elija a alguien más. Si yo soy elegido, es de hecho Gasparri a quien tomaré como mi secretario de Estado". Como se anticipó, el reconocimiento de Gasparri de que no resultaría elegido y su consiguiente apoyo a Ratti le permitió seguir siendo secretario de Estado de la Santa Sede hasta su jubilación en 1930.
El 6 de febrero de 1922, Ratti fue elegido papa en la decimocuarta votación del cónclave tras recibir, según los informes, 38 votos. El cardenal decano Vincenzo Vannutelli, el protopresbítero Michael Logue y el cardenal protodiácono Gaetano Bisleti se acercaron a Ratti, y Vannutelli le preguntó si aceptaba su elección. Ratti respondió: "Es la voluntad de Dios". Cuando se le pidió una respuesta más explícita, respondió: "Como es la voluntad de Dios, no se puede rechazar. Ya que es la voluntad de Dios, debo obedecer". Vannutelli le preguntó al nuevo papa qué nombre escogería, a lo que Ratti eligió llamarse «Pío», explicando que Pío IX era el papa de su juventud y que Pío X lo había nombrado director de la Biblioteca Vaticana. Según el New York Times, Ratti también dijo a los cardenales que eligió dicho nombre porque "quería que un papa Pío pusiera fin a la cuestión romana, que había comenzado bajo el reinado de otro Pío".
Poco después, una fumata blanca se elevó por la chimenea de la Capilla Sixtina y, alrededor de las 12:30 pm, el cardenal Bisleti apareció en el balcón central de la basílica de San Pedro y anunció la elección y nombramiento de Ratti como Pío XI.

## Bendición

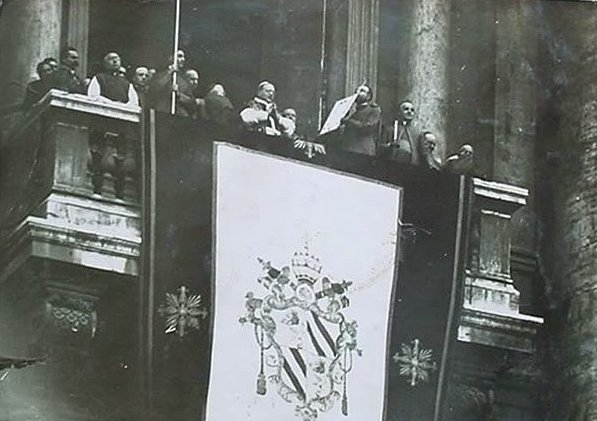
Primera bendición de Pío XI, luego de su elección.

En su primer acto como papa, Pío XI revivió la tradicional bendición pública desde el balcón central exterior de San Pedro, abandonada por sus predecesores desde 1870. Esto sugirió su apertura a un acercamiento con el gobierno italiano. Anteriormente, en el cónclave, el recién elegido pontífice había indicado esto a los cardenales cuando explicó su elección de nombre ("un papa Pío para poner fin a la cuestión romana comenzada bajo otro Pío"). Cuando algunos de los cardenales más conservadores intentaron persuadirlo de que no hiciera tal cosa, el papa escuchó sus argumentos durante un rato y anuló sus objeciones diciendo: "Recuerden que ya no soy cardenal. Soy el supremo pontífice ahora". Además, durante la primera aparición pública de Pío XI, se colocó en el balcón el estandarte con el escudo del papa que había perdido Roma durante la unificación italiana, Pío IX, en lugar del escudo de su inmediato predecesor, Benedicto XV.[cita requerida]
Poco después de que el papa impartiera la bendición, el mariscal del cónclave, Ludovico Chigi Albani della Rovere, emitió una declaración por orden del secretario del cónclave:

Su Santidad el papa Pío XI, al tiempo que hace todas las reservas a favor de los derechos inviolables de la Iglesia y de la Santa Sede, derechos que ha jurado defender, ha dado su primera bendición desde el balcón exterior que da a la plaza de San Pedro en la especial intención de que su bendición se dirija no solo a los presentes en la plaza, a los de Roma e Italia, sino a todas las naciones y pueblos, y debe llevar al mundo entero el deseo y el anuncio de esa pacificación universal que todos deseamos tan ardientemente.

Se rumoreaba que, inmediatamente después de su elección, Ratti decidió nombrar al cardenal Pietro Gasparri como su secretario de Estado. El contemporáneo informe del New York Times del día siguiente, 7 de febrero, parece confirmar esto ya que informa que Gasparri, quien se había desempeñado como secretario de Estado de Benedicto XV, fue reelegido por el nuevo papa y la reelección se anunció casi de inmediato luego de que Pío XI asumiera su pontificado. El papa también recibió al cuerpo diplomático ya la aristocracia en una audiencia a última hora de la tarde.
Pío XI fue coronado el 12 de febrero. A diferencia de Benedicto XV, que fue coronado en la Capilla Sixtina, la coronación de 1922 tuvo lugar frente al altar mayor de la basílica de San Pedro.

## Consecuencias
Inmediatamente después del cónclave, se discutió abiertamente el hecho de que los cardenales habían comentado sobre retrasar el cónclave para esperar la llegada de los cardenales no europeos convocados. El 8 de febrero, cuatro cardenales franceses, Louis Luçon de Reims, Louis-Ernest Dubois de París, Pierre Andrieu de Burdeos y Louis-Joseph Maurin de Lyon, solicitaron cambios en el reglamento para permitir un retraso indefinido que asegurara la participación de todos los cardenales de América del Norte y del Sur, y el cardenal Gasparri –que había encabezado a los italianos en la oposición a un retraso– expresó su apoyo a alguna modificación del calendario.
El 28 de febrero, Pío XI se reunió con el cardenal O'Connell y le dijo: "No habrá más carreras de 5000 millas en un vano esfuerzo por llegar a Roma a tiempo para un cónclave. Estados Unidos es demasiado importante para ser ignorado como lo ha sido. Me ocuparé de que lo que sucedió en el último cónclave no vuelva a ocurrir ".
El papa dictó nuevas regulaciones en el documento Cum proxime del 1 de marzo de 1922. Destacó la experiencia del cónclave que lo eligió y que los cardenales habían solicitado modificaciones. En este documento, estableció el inicio del cónclave entre diez y quince días tras la muerte del pontífice y permitió a los cardenales extenderlo hasta dieciocho días –los cardenales estadounidenses habían tardado entre quince (6 de febrero) y dieciocho días (9 de febrero) en llegar a Roma–.
En el cónclave que siguió a la muerte de Pío XI en 1939, el Colegio esperó el máximo de dieciocho días.[cita requerida]